# الأبرشية الكاثوليكية المارونية في حيفا والأراضي المقدسة
الأبرشية الكاثوليكية المارونية في حيفا والأراضي المقدسة (باللاتينية: Archieparchia Ptolemaidensis Maronitarum in the Holy Land) هي أبرشية تابعة للكنيسة المارونية وتخضع مباشرة لبطريرك أنطاكية الماروني في لبنان.
تمتد صلاحيات الأبرشية الكاثوليكية المارونية في حيفا والأراضي المقدسة على المؤمنين الموارنة الذين يعيشون في أراضي الداخل الفلسطيني المحتل، ويقع مقرها الأبرشي في مدينة حيفا في إسرائيل حيث تقع كاتدرائية القديس لويس الملك، ويرأسها في الوقت الحالي الأسقف الماروني موسى الحاج.

## الأقاليم التابعة
يخضع المواطنون المسيحيون الموارنة في إسرائيل إلى سلطة الأبرشية الكاثوليكية المارونية في حيفا والأراضي المقدسة، وتنقسم المنطقة إلى 8 رعايا، وتضم 14 كاهنًا وثلاث إرساليات. وفي عام 2019 كان هناك 10000 معمّدًا مارونيًّا في المنطقة.

## لمحة تاريخية
كانت هناك أبرشية كاثوليكية قديمة أقيمت في مدينة عكا في القرن الثالث الميلادي.أنشئت الأبرشية الكاثوليكية المارونية في حيفا والأراضي المقدسة في 8 يونيو (حزيران) عام 1996 بموجب مرسوم للبابا يوحنا بولس الثاني بابا الفاتيكان لتُصبح مسؤولة عن الرعايا الكاثوليك الموارنة المقيمين على بعض الأراضي التي كانت خاضعة من قبل لسلطة أبرشية عكا، إلى جانب الأراضي المأخوذة من أبرشية صور الكاثوليكية المارونية. وفي 5 أكتوبر (تشرين الأول) عام 1996، تنازلت الأبرشية الكاثوليكية المارونية في حيفا والأراضي المقدسة عن جزء من أراضيها لصالح إقامة الإكساريات البطريركية في القدس وفلسطين والأردن، والتي انضمت منذ ذلك الحين بصفة أسقفية إلى جميع الأبرشيات.

## قائمة الأساقفة
| الاسم            | تاريخ تولي المنصب      | تاريخ ترك المنصب                                                            |
| ---------------- | ---------------------- | --------------------------------------------------------------------------- |
| بولس نبيل الصياح | 8 يونيو (حزير          | 6 يونيو (حزيران) 2011، بعدما عُين رئيسًا لأساقفة الكوريا الأنطاكية البطريركية |
| موسى الحاج       | 16 يونيو (حزيران) 2012 | لا يزال في المنصب حتى الآن                                                  |